# Misje dyplomatyczne Wybrzeża Kości Słoniowej

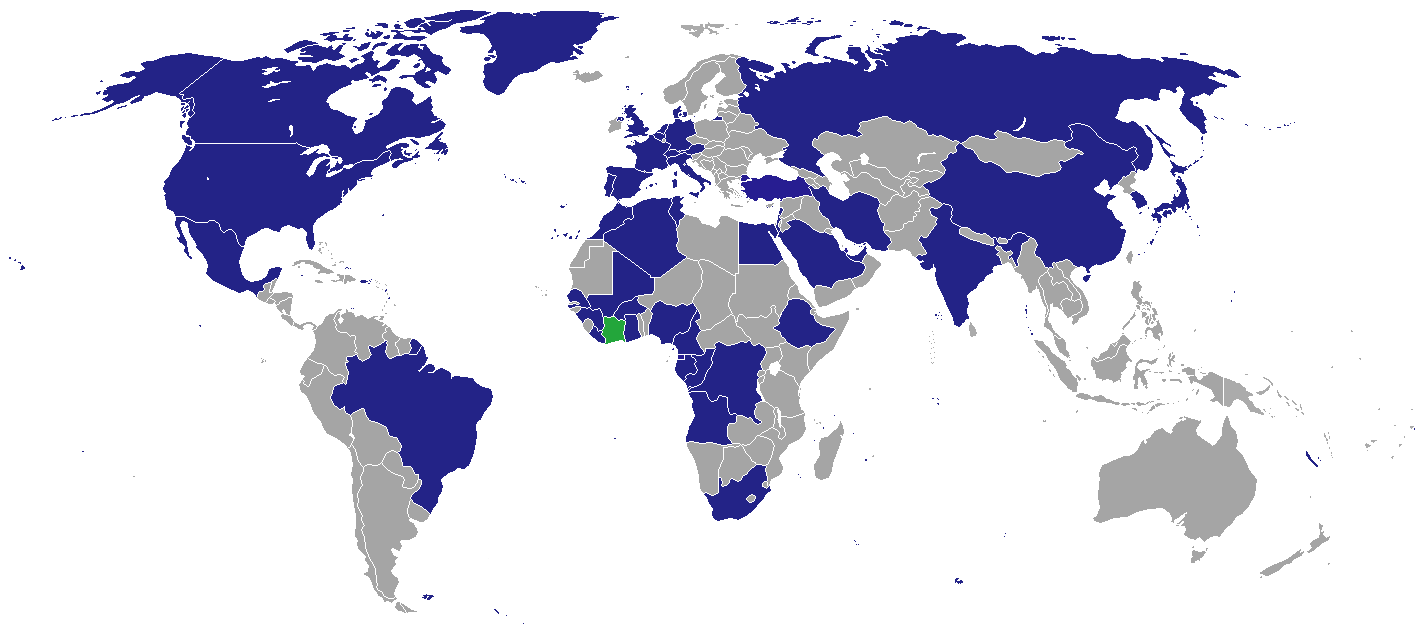
Kraje, w których Republika Wybrzeża Kości Słoniowej ma swoje przedstawicielstwa dyplomatyczne

Misje dyplomatyczne Wybrzeża Kości Słoniowej – przedstawicielstwa dyplomatyczne Republiki Wybrzeża Kości Słoniowej przy innych państwach i organizacjach międzynarodowych. Poniższa lista zawiera wykaz obecnych ambasad i konsulatów zawodowych. Nie uwzględniono konsulatów honorowych.

## Europa

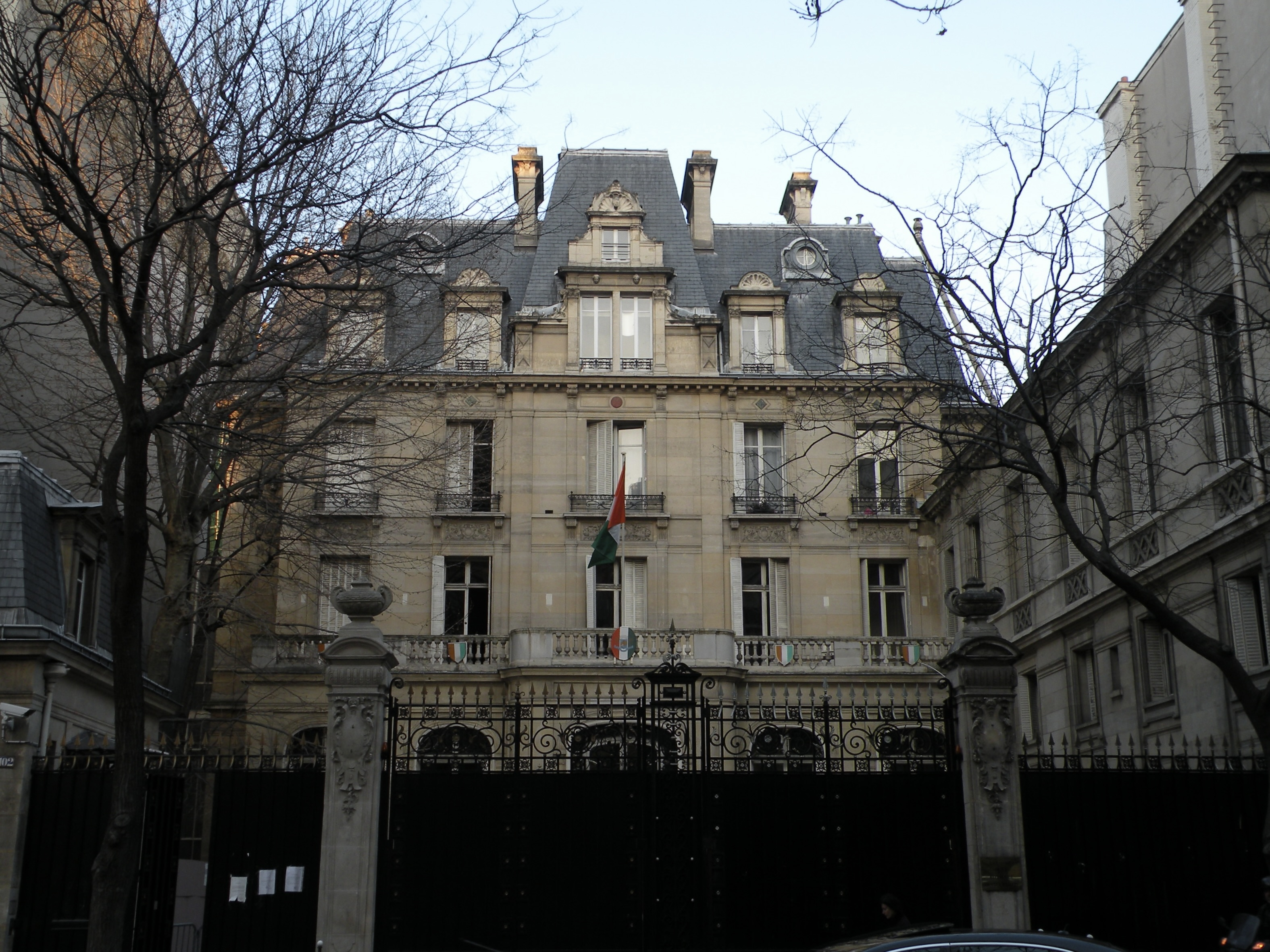
Ambasada Wybrzeża Kości Słoniowej w Paryżu

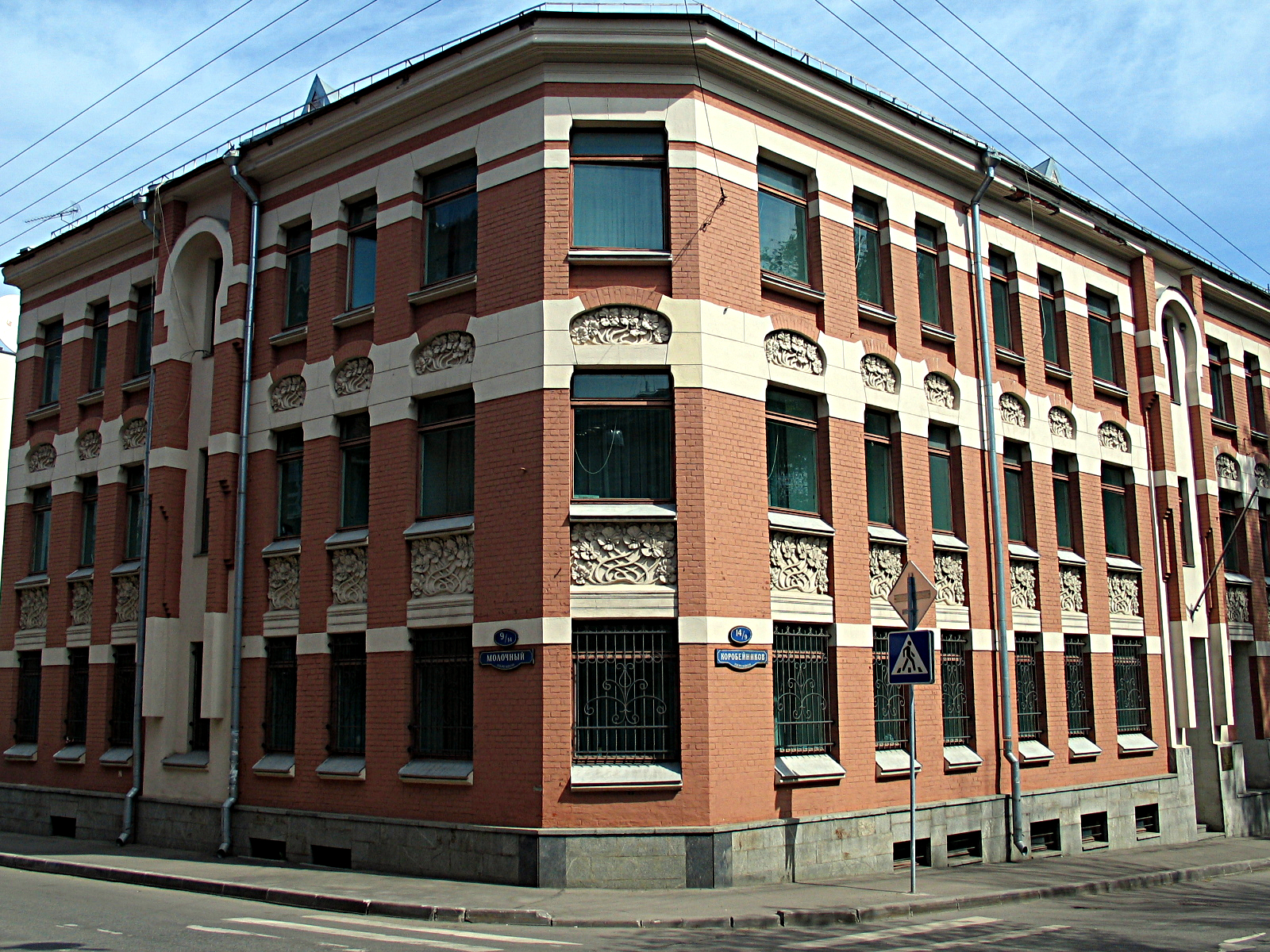
Ambasada Wybrzeża Kości Słoniowej w Moskwie

- Austria
  - Wiedeń (Ambasada)
- Belgia
  - Bruksela (Ambasada)
- Dania
  - Kopenhaga (Ambasada)
- Francja
  - Paryż (Ambasada)
- Hiszpania
  - Madryt (Ambasada)
- Niemcy
  - Berlin (Ambasada)
- Rosja
  - Moskwa (Ambasada)
- Stolica Apostolska
  - Rzym (Ambasada)
- Szwajcaria
  - Berno (Ambasada)
- Wielka Brytania
  - Londyn (Ambasada)
- Włochy
  - Rzym (Ambasada)

## Ameryka Północna, Środkowa i Karaiby
- Haiti

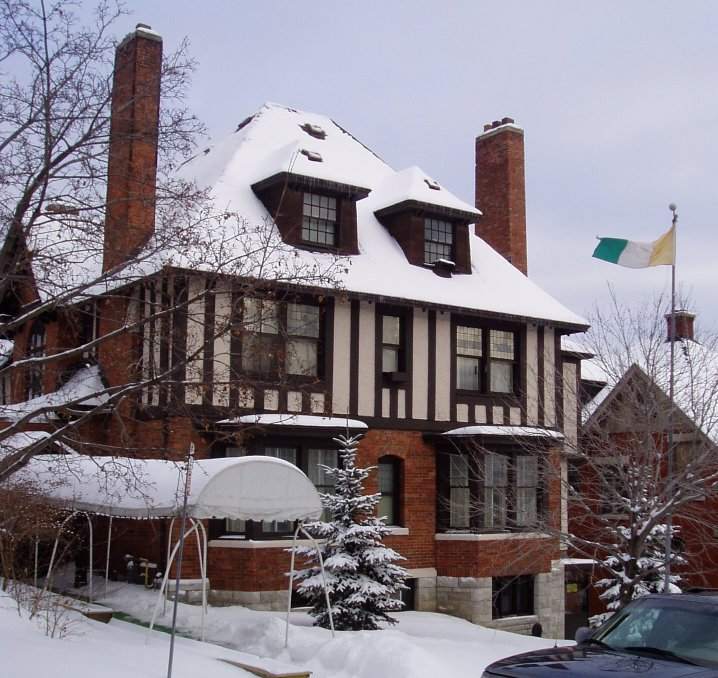
Ambasada Wybrzeża Kości Słoniowej w Ottawie

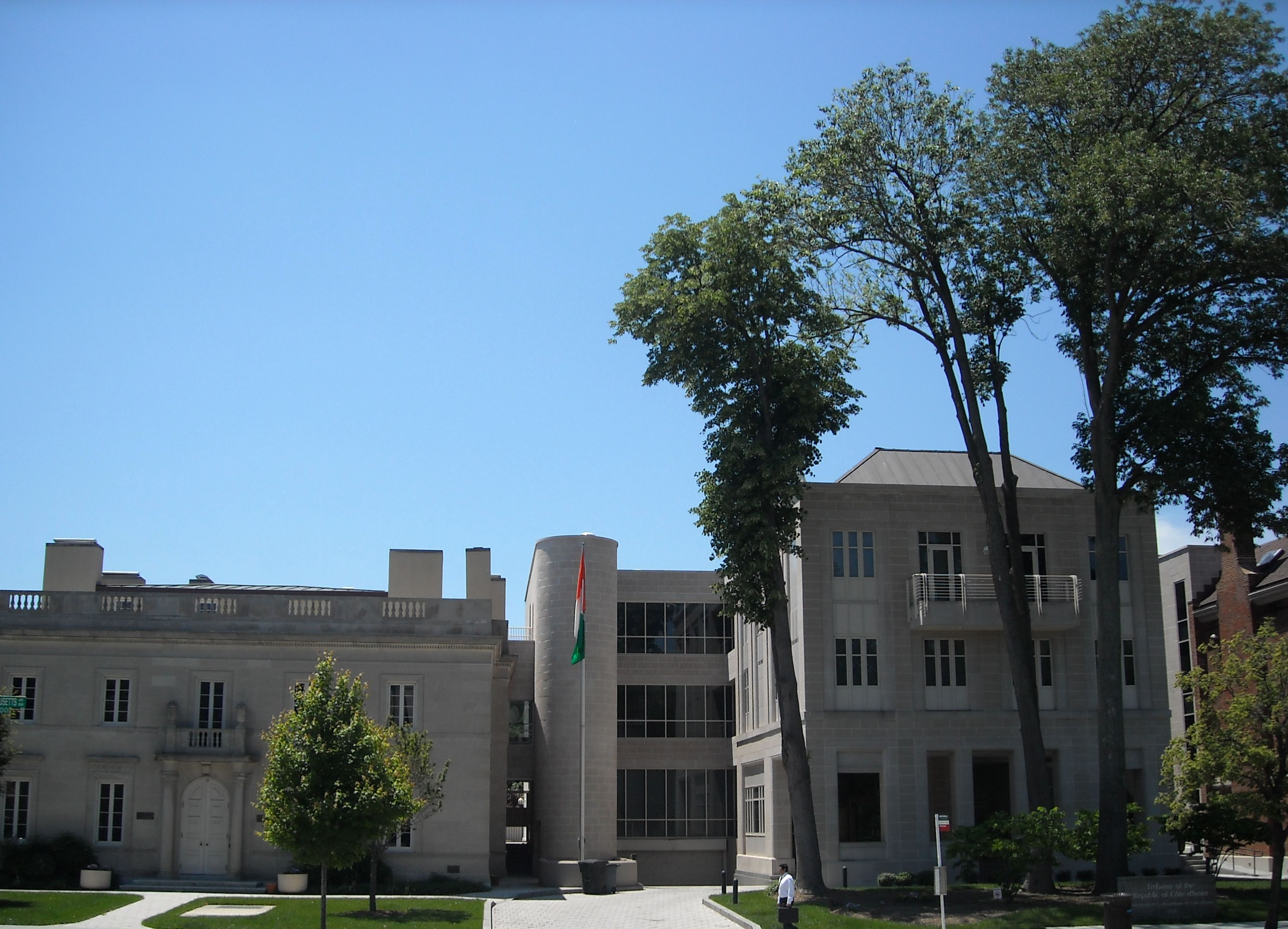
Ambasada Wybrzeża Kości Słoniowej w Waszyngtonie

  - Port-au-Prince (Biuro łącznikowe)
- Kanada
  - Ottawa (Ambasada)
- Meksyk
  - Meksyk (Ambasada)
- Stany Zjednoczone
  - Waszyngton (Ambasada)

## Ameryka Południowa
- Brazylia
  - Brasília (Ambasada)

## Afryka
- Algieria
  - Algier (Ambasada)
- Angola
  - Luanda (Ambasada)
- Burkina Faso
  - Wagadugu (Ambasada)
- Czad
  - Ndżamena (Ambasada)
- Demokratyczna Republika Konga
  - Kinszasa (Ambasada)
- Egipt
  - Kair (Ambasada)
- Etiopia
  - Addis Abeba (Ambasada)
- Gabon
  - Libreville (Ambasada)
- Ghana
  - Akra (Ambasada)
- Gwinea
  - Konakry (Ambasada)
- Kamerun
  - Jaunde (Ambasada)
- Liberia
  - Monrovia (Ambasada)
- Libia
  - Trypolis (Ambasada)
- Mali
  - Bamako (Ambasada)
- Maroko
  - Rabat (Ambasada)
- Nigeria
  - Abudża (Ambasada)
- Południowa Afryka
  - Pretoria (Ambasada)
- Senegal
  - Dakar (Ambasada)
- Tunezja
  - Tunis (Ambasada)

## Azja

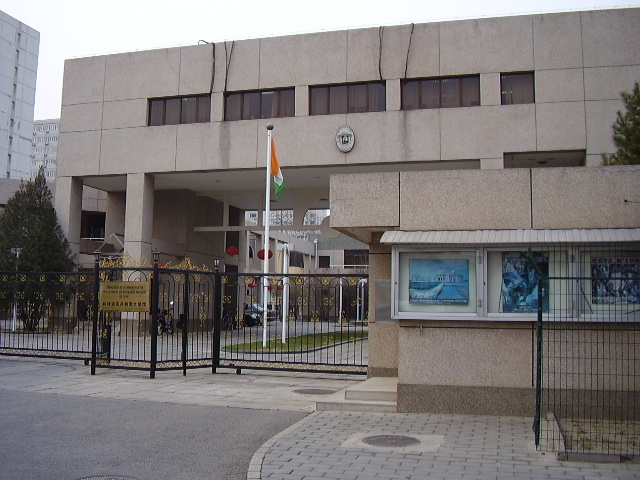
Ambasada Wybrzeża Kości Słoniowej w Pekinie

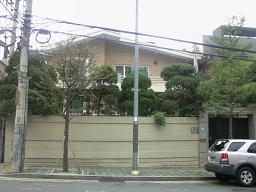
Ambasada Wybrzeża Kości Słoniowej w Seulu

- Arabia Saudyjska
  - Rijad (Ambasada)
  - Dżudda (Konsulat generalny)
- Chiny
  - Pekin (Ambasada)
- Indie
  - Nowe Delhi (Ambasada)
- Iran
  - Teheran (Ambasada)
- Izrael
  - Tel Awiw-Jafa (Ambasada)
- Japonia
  - Tokio (Ambasada)
- Korea Południowa
  - Seul (Ambasada)

## Organizacje międzynarodowe
- ONZ
  - Nowy Jork - Stałe Przedstawicielstwo przy Organizacji Narodów Zjednoczonych
  - Genewa - Stałe Przedstawicielstwo przy Biurze Narodów Zjednoczonych i innych organizacjach
  - Paryż - Stałe Przedstawicielstwo przy UNESCO
- Unia Afrykańska
  - Addis Abeba - Stałe Przedstawicielstwo przy Unii Afrykańskiej
- Unia Europejska
  - Bruksela - Misja przy Unii Europejskiej